# Шаррьер, Жозеф Фредерик Бенуа
Жозеф-Фредерик-Бенуа Шаррьер (фр. Joseph-Frédéric-Benoît Charrière, 19 марта 1803, Церниат, кантон Фрибур, Швейцария — 28 апреля 1876, Париж, Франция) — французский разработчик хирургических инструментов швейцарского происхождения, в честь которого названа шкала размеров катетеров (шкала Шаррьера), изобретатель в медицинской отрасли.

## Биография
Жозеф-Фредерик-Бенуа Шаррьер родился в Церниате кантона Фрибур, Швейцария. С детства его учили ремеслу ножёвщика в мастерской его дяди. Он переехал в Париж в возрасте 13 лет, где начал учиться у производителя ножей.
В 1820 Шаррьер основал компанию по изготовлению хирургических инструментов. Он стал экспертом в этом деле и был личным поставщиком Гийома Дюпюитрена (1777—1839), главного хирурга и заведующего отделением госпиталя Отель-Дьё (Париж). Шаррьер принимал участие во врачебных обходах и наблюдал за операциями и разрезами. Благодаря этому он находил подходящие места применения инструментов и разрабатывал новые. В 1840 в его компании насчитывало уже 400 работников. В 1843 Шаррьер получил французское гражданство.

## Вклад в медицину

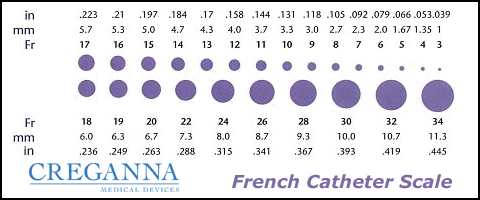

Разработал и усовершенствовал много медицинских инструментов, таких как:
- хирургические ножницы, открывающиеся без применения болтов;[2][3]
- разнообразные пинцеты;
- шприцы и инъекционные иглы;
- предшественник современного зажима;
- усовершенствованная необратимую систему для проведения анестезии;
- много урологических приборов, включая дилататоры для средства для литотрипсии, и тому подобное.[2][3][6]

Благодаря работе с урологическими инструментами, Шаррьер разработал шкалу измерения, теперь известную как французскую шкалу, или шкалу Шаррьера (больше в франкоговорящих странах). Её использовали для унификации размеров зондов и катетеров. Шкала была введена в 1942 году и представлено широкой общественности в 1949 на индустриальной выставке. Шкалу в различных отраслях используют и до сих пор.